# Новая Ржавка
Новая Ржавка — деревня в Краснинском районе Смоленской области России. Входит в состав Мерлинского сельского поселения. Население — 61 житель (2007 год). 
Расположена в западной части области в 15 км к северо-востоку от Красного, в 0,1 км южнее автодороги Р135 (Смоленск - Красный - Гусино), на берегу реки Теплуха. В 12 км севернее деревни расположена железнодорожная станция Вонлярово на линии Москва — Минск. 

## История
В годы Великой Отечественной войны деревня была оккупирована гитлеровскими войсками в июле 1941 года, освобождена в сентябре 1943 года.